# Stanislav Levý
Stanislav Levý (Praga, 2 maggio 1958) è un ex calciatore e allenatore di calcio ceco, di ruolo difensore.

## Carriera

### Club
Ha diviso la sua carriera tra la capitale cecoslovacca e quella tedesca, dove ha speso gli ultimi anni di carriera giocando nella seconda divisione: ha vestito le maglie di Bohemians Praga, Blau-Weiß 90 e Tennis Borussia Berlino.

### Nazionale
Esordisce il 27 marzo 1983 contro Cipro (1-1).

## Palmarès

### Giocatore

#### Club

##### Competizioni nazionali
- Campionato cecoslovacco: 1

Bohemians ČKD Praga: 1982-1983
- Coppa di Cecoslovacchia: 1

Bohemians ČKD Praga: 1982
- Fußball-Regionalliga: 1

TeBe Berlino: 1995-1996

#### Competizioni internazionali
- Coppa Piano Karl Rappan: 5

Bohemians ČKD Praga: 1979, 1980, 1982, 1983, 1984

### Allenatore

#### Club

##### Competizioni nazionali
- Campionato albanese: 1

Skënderbeu: 2011-2012